# Championnats du monde de gymnastique acrobatique 2002
Navigation
Édition précédente Édition suivante
Les championnats du monde de gymnastique acrobatique 2002, dix-huitième édition des championnats du monde de gymnastique acrobatique, ont eu lieu du 27 au 29 septembre 2002 à Riesa, en Allemagne.